# John Paine
John Paine (n. 19 aprilie 1870, Boston, Massachusetts, SUA – d. 1 august 1951, Weston⁠(d), Massachusetts, SUA) a fost un trăgător de tir american, medaliat olimpic. A participat la o ediție a Jocurilor Olimpice (1896) în care a câștigat o medalie de aur.

## Participări
Lista de mai jos prezintă principalele competiții la care a participat John Paine de-a lungul carierei.
- Tir la Jocurile Olimpice de vară din 1896 - pistol militar 25 m (masculin)